# Nicole Kiil-Nielsen
Nicole Kiil-Nielsen, née le 21 août 1949 à Larchamp (Mayenne), est une femme politique française. Elle est élue députée européenne des Verts lors des élections européennes de 2009, et est membre d'Europe Écologie Les Verts.

## Biographie
Militante féministe et anti-nucléaire depuis la fin des années 1960, elle a commencé son engagement politique avec le combat pour les droits des  femmes, pour le droit à disposer de son corps en militant au Mouvement pour la libération de l'avortement et la contraception (MLAC), ainsi que dans
de nombreux mouvements de solidarité internationale. Nicole Kiil-Nielsen est à l'origine proche de la LCR. Les Verts est pour autant le premier, et seul, parti auquel elle adhère, dès la fin des années 1980. Elle soutient alors l'ancrage à gauche du parti. Lors des élections municipales de 2001 à Rennes, elle obtient son premier mandat électif en étant élue sur la liste d'union de la Gauche menée par Edmond Hervé.  
Lors des élections municipales de 2008, les Verts de Rennes choisissent de présenter au premier tour une liste autonome, « Rennes verte et solidaire ». Menée par Nicole Kiil-Nielsen, la liste recueille 8,93 % des suffrages exprimés. La liste d'union de la Gauche menée par Daniel Delaveau refuse la fusion entre les deux tours, privant les Verts de toute représentation au Conseil municipal de Rennes.
À l'occasion des élections européennes de 2009, elle figure en deuxième place sur la liste écologiste menée par Yannick Jadot dans la circonscription Ouest (région Bretagne, Pays de la Loire et Poitou-Charentes). Grâce au score de 16,64 % des voix obtenu par la liste, elle est élue députée européenne le 7 juin 2009 et a fait part de son souhait d'abandonner son poste de conseillère principale d'éducation au lycée Émile-Zola de Rennes.

## Mandats électifs

### Conseillère municipale
- 18 mars 2001 - 16 mars 2008 : adjointe au maire de Rennes (Ille-et-Vilaine) chargée de la coopération décentralisée.
- Au début de son mandat, elle s'engage en faveur des femmes afghanes et se rend en aout 2001 en Afghanistan dans la vallée du Panshir, seule zone non occupée par les talibans ou se sont réfugiées de nombreuses femmes de Kaboul avec leurs enfants. Lors d'une rencontre avec le Commandant Massoud la question de l'éducation des filles est abordée et de retour à Rennes elle engage la ville dans le financement d'une école pour filles à Hannaba[3],[4].  Voir le documentaire de Sophie Rosengart «La promesse faite à Massoud» (Ar'Image).
- Dans le cadre de la coopération Rennes/plateau Dogon (Mali), elle apporte le soutien de la ville au « 1er Forum sur l'excision dans le cercle de Bandiagara » les 7, 8, 9 février 2006.

### Députée européenne
- 2009-2014 : députée européenne de la circonscription Ouest de la France. Elle est membre de la Commission AFET (affaires étrangères), de la Commission FEMM (droits des femmes et égalité des genres) et de la Sous-Commission DROI (droits humains). Au parlement européen, elle a poursuivi son engagement en faveur de la cause palestinienne en étant membre de la délégation UE/Conseil législatif palestinien. Pour la Commission FEMM, elle a rédigé le rapport sur les femmes et le changement climatique[5] prônant l'intégration du genre dans les politiques climatiques européennes.